# Рюмин, Габриэль
Габриэль Рюмин — швейцарский инженер-конструктор, путешественник, фотограф и меценат русского происхождения.

## Биография
Родители Габриэля (Гавриила) Рюмина, княжна Екатерина Шаховская и Василий Рюмин, покинули Россию, путешествовали и жили в Италии и Германии, в частности в Дрездене, и, наконец, обосновались в Швейцарии, в Лозанне, в сентябре 1840 г. Они проживали в гостинице du Faucon, a затем поселились в начале октября в вилле Sainte-Luce, в нижней части улицы Petit-Chêne. Здесь и родился Габриэль. 
В апреле семья переезжает в Шампите, в деревне Пюйи. Семья много путешествует в поиске курорта, подходящего хрупкому здоровью Василия. Младший брат Габриэля, Жюль, родился в Бадене, в Германии, 25 апреля 1842 г.
По возвращении в Швейцарию в конце 1842 г. Рюмины арендуют виллу Rosemont. Затем, между 1845 и 1846 гг., они строят в Лозанне, недалеко от нынешней avenue de Rumine, виллу L'Églantine, в которой и селятся. Василий умирает 14 марта 1848 г., Жюль — 4 года спустя, 21 октября 1852 г., в Варезе.
В 1854 году Габриэль поступает в лозаннский коллеж Galliard. В 1856 году его образование возложено геологa на Шарль-Теофила Годэна. В 1859 году Габриэль поступает в Лозаннскую Академию, на отделение науки и словесности. В 1858 году он избран членом кантонального Общества естественных наук. В 1861 году он поступает в Специальную школу (будущую Школу инженеров).
Госпожа Рюмина и Ш.-Т. Годэн работают над проектом «музея промышленности», который мог бы способствовать образованию Габриэля. Музей открыт 1 марта 1862 года. Накануне открытия, городской совет Лозанны предоставляет Габриэлю и его матери почетное «гражданство» (bourgeoisie). 26 мая Большой совет предоставляет Габриэлю гражданство.
Габриэль получает диплом инженера-строителя 3 июня 1864 года.
В течение своих многочисленных путешествий, в том числе со своими матерью и наставником он занимается фотографией. После смерти наставника (1866) и матери (1867) Габриэль отправляется в Америку, а затем селится в Париже в 1868 году, где строит в 1870 году особняк недалеко от парка Монсо. Он возвращается в Лозанну в начале 1871 года, больным оспой.

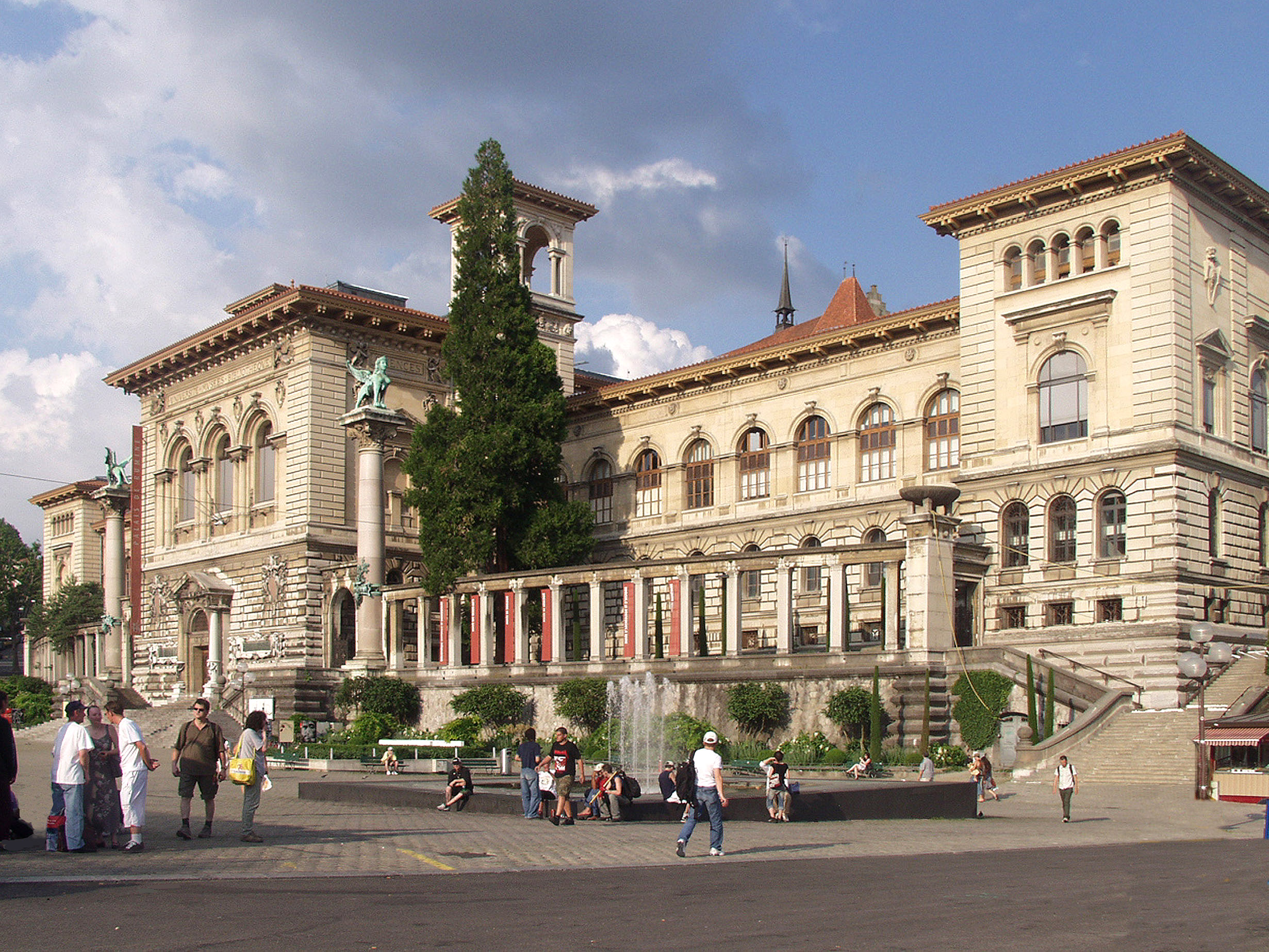
Дворец Рюмин.

Вылечившись от оспы, он решает отправиться в путешествие в Константинополь через Венецию, Вену, Будапешт и Бухарест. Габриэль так никогда не достигнет Константинополя. Он приезжает в Бухарест, будучи болен тифом, и умирает 18 июня 1871 года в возрасте 30 лет. Он похоронен в Лозанне, на кладбище Ouchy, в 1898 году его останки перенесены на кладбище Montoie.
Габриель оставил завещание: «Я завещаю городу Лозанне, кантон Во, Швейцария сумму 1500000 франков, которые прошу разместить на хороших условиях с тем, чтобы эта сумма, удвоенная, была использована на строительство здания, которое через 15 лет после моей смерти будет расценено, как имеющее общественное значение, комиссией из 10 членов, избранных наполовину из преподавателей Академии и наполовину из членов магистрата города». После смерти Рюмина в 1871 году, власти Лозанны следуя его завещанию, построили здание (1892—1904), в котором до 1980 года размещался университет Лозанны (UNIL)